# École supérieure d'art dramatique de Strasbourg
Pour les articles homonymes, voir École supérieure d'art dramatique.
L'École supérieure d'art dramatique de Strasbourg, plus couramment appelée école du TNS, est une école de théâtre française.

## L'École

### Présentation
L'École a été fondée en 1954 par Michel Saint-Denis et est hébergée au cœur même du Théâtre national de Strasbourg (TNS), ils cohabitent dans les mêmes locaux et sont sous la tutelle du même directeur. L'école forme à divers métiers de l'art théâtral : comédiens, metteurs en scène, scénographes-créateurs de costumes, régisseurs et dramaturges. Près de 800 élèves ont déjà été formés depuis la création de l'école du TNS. C'est ainsi que deux années sur trois, des élèves sont recrutés sur concours pour un cursus de trois ans.

### Organisation des études
Les élèves reçus au concours d'entrée sont amenés à suivre un enseignement commun à toutes les branches d'enseignement mais à la fois propre à leur spécialité, c'est pourquoi les différents groupes sont constamment amenés à travailler ensemble. Les cinq sections forment ensemble plusieurs ateliers-spectacles en deuxième et troisième année.

#### La formation de l'acteur
Ils sont au nombre de 12 par groupe (6 filles, 6 garçons) et travaillent sur quatre pistes d'apprentissage :  le jeu, le corps, la voix ainsi que la musique. Au bout de sa formation l'élève-comédien peut acquérir le Diplôme National Supérieur Professionnel de Comédien (DNSPC).

#### La formation du metteur en scène et du dramaturge
L'enseignement des élèves (un ou deux metteurs en scène et un dramaturge) se passe principalement dans la rencontre avec les autres sections afin de mieux comprendre le fonctionnement d'une équipe. 

#### La formation des scénographes et des créateurs de costumes
On en compte de trois à cinq par groupe. Ils suivent un apprentissage propre à l'esthétique et à la pratique plastique de la représentation théâtrale.

#### La formation des régisseurs et des techniciens du spectacle
De trois à six élèves, les apprentis régisseurs touchent aussi bien au côté technique qu'administratif et évoluent au cœur même des autres sections.

## Le concours d'entrée
Le concours d'entrée a lieu deux années sur trois et comprend trois épreuves dites premier, deuxième et troisième tour. Les élèves sont éliminés après délibération du jury à l'issue de chaque tour.
Il est demandé au candidat de posséder un baccalauréat ou un diplôme équivalent ainsi qu'une pratique du théâtre. Un candidat ne peut pas se présenter la même année dans deux sections différentes. 
Les sections jeu, mise en scène et dramaturgie ont à préparer la même épreuve lors du premier tour, ils ont à présenter trois scènes (répertoire classique, répertoire contemporain et une au choix du candidat). Un devoir écrit est demandé aux candidats admis au deuxième tour, en section mise en scène et dramaturgie. Quant aux candidats en section jeu, il leur est demandé les mêmes scènes que lors du premier tour.
Les sections scénographie-costumes et régie-techniques du spectacle quant à eux ont à fournir un projet scénographique (décors et costumes) ou technique complet (lumière, son, plateau, vidéo...) sur une œuvre communiquée par l'école, un dossier personnel, une analyse d'un spectacle ayant marqué le candidat ainsi qu'une lettre de motivation.

## Quelques noms

### Les directeurs de l'école
- Michel Saint-Denis (1954-1957)
- Hubert Gignoux (1957-1971)
- Jacques Fornier (1971-1972)
- André-Louis Perinetti (1972-1974)
- Jean-Pierre Vincent (1975-1983)
- Jacques Lassalle (1983-1990)
- Jean-Marie Villégier (1990-1993)
- Jean-Louis Martinelli (1993-200)
- Stéphane Braunschweig (2000-2008)
- Julie Brochen (2008-2014)
- Stanislas Nordey (2014-2023)
- Caroline Guiela Nguyen (depuis septembre 2023)

### Des anciens élèves
- Benoît Allemane (section jeu – groupe 7)
- Louis Beyler (section jeu – groupe 2)
- Nathalie Boutefeu (section jeu – groupe 26)
- Bruno Boyer (section régie – groupe 17)
- Laurence Bruley (section décoration – groupe 20)
- Anne Cantineau (section jeu – groupe 28)
- Gérard Chaillou (section jeu – groupe 10)
- François Chattot (section jeu – groupe 16)
- Yannick Choirat (section jeu – groupe 33)
- Delphine Chuillot (section jeu – groupe 30)
- Philippe Clévenot (section jeu – groupe 7)
- Olivia Côte (section jeu – groupe 32)
- Guillaume Delaveau (section scénographie – groupe 31)
- Jacques Ebner (section jeu – groupe 5)
- José-Maria Flotats (section jeu – groupe 6)
- Jean-Claude Fonkenel (section régie – groupe 20)
- Bernard Freyd (section jeu – groupe 3)
- Robert Gironès (section jeu – groupe 10)
- Caroline Guiela Nguyen (section mise en scène-dramaturgie – groupe 37)
- Matthias Hejnar (section jeu – groupe 41)
- Gérard Hérold (section jeu – groupe 5)
- Camille Japy (section jeu – groupe 26)
- Tchéky Karyo (section jeu – groupe 17)
- Luce Klein (section jeu – groupe 1)
- Yannis Kokkos (section décoration – groupe 9)
- Bernard-Marie Koltès (section régie-mise en scène – groupe 13)
- Jean-François Lapalus (section jeu – groupe 15)
- Alice Laloy (section scénographie-costumes – groupe 32)
- Hélène Lapiower  (section jeu – groupe 18)
- Jean Michel Maman (section régie-mise en scène – groupe 12)
- Serge Marzolff (section décoration – groupe 10)
- Alain Mergnat (section jeu – groupe 6)
- Jean Mermet (section jeu – groupe 7)
- Mariamne Merlo (section jeu – groupe 23)
- Fabrice Michel (section jeu – groupe 27)
- Kadour Naimi (section régie-mise en scène – groupe 10)
- Isabel Otero (section jeu – groupe 21)
- Marie Payen (section jeu – groupe 29)
- Hervé Pierre (section jeu – groupe 16)
- Jacques Pieiller (section jeu – groupe 12)
- André Pomarat (section jeu – groupe 1)
- Bruno Ricci (section jeu – groupe 26)
- Alain Rimoux (section jeu — groupe 10)
- Bernard Rousselet (section jeu – groupe 3)
- Jean-Yves Ruf (section jeu – groupe 29)
- Marion Stoufflet (section dramaturgie – section 34)